# Asüna
Az Asüna egy kanadai autómárka volt, melynek nem voltak saját modelljei, hanem külföldről importált autókat adott el saját márkanév alatt. A márkát 1993-ban, a Passport egyik utódjaként alapította a General Motors Canada a Geo mintájára. A kedvezőtlen eladási adatok miatt 1994-ben meg is szűnt.

## A márka rövid története
Az Asüna elődje, a Passport dél-koreai gyártású, az Opel Kadett E-n alapuló Daewoo Racereket importált és ezeket adta el Passport Optima néven, emellett néhány Isuzu személyautó és terepjáró modellt is saját márkanév alatt adott el behozataluk után. 1988-ban a General Motors Canada változtatott eladási stratégiáján és megszüntette a Passport márkát (az Optima ezután Pontiac LeMans néven került piacra). Ezen kívül összevonta a helyi Isuzu és Saab kereskedéseket és a két márka modelljeit a közös Saturn márkanév alatt kezdte el forgalmazni, így létrejöttek a Saturn-Saab-Isuzu kereskedések. A Geo Kanadában az 1988-as modellévben jelent meg és autói a Chevrolet-Oldsmobile-Cadillac kereskedésekben kerültek eladásra (eleinte Chevrolet márkanév alatt, amíg a Geo 1989-ben meg nem jelent hivatalos, különálló, saját logóval rendelkező márkaként). A Geo eladási sikerein felbuzdulva a kanadai Pontiac-Buick-GMC kereskedések arra kérték a General Motors Canadát, hogy a számukra is hozzon létre egy új márkát, mely alatt importautókat kínálhatnak majd vásárlóik számára. 1993-ban ebből a célból alapult meg az Asüna.
Ekkor a Dél-Koreából behozott Daewoo Racerek neve ismét megváltozott és Pontiac LeMans helyett Asüna SE és Asüna GT néven kerültek piacra. Az SE az alacsonyabb felszereltségű ferde hátú és szedán változatot jelölte, míg a GT a magas felszereltségű ferde hátúakat. Az Asüna modellkínálatában emellett még két autó volt, az Asüna Sunfire néven árult Isuzu Impulse és az Asüna Sunrunnerre átnevezett GMC Tracker.
Az Asüna eladási adatai azonban a közelébe sem értek a Geo sikereinek, így 1994-ben a márka megszűnt. A General Motors Canada az SE/GT és a Sunfire modelleket végleg száműzte a kínálatából, a Sunrunnert pedig a Pontiac márkanév alatt árulta tovább.

## Modellek
| Név       | Eladási évek | Eredeti modell | Kép |
| --------- | ------------ | -------------- | --- |
| Sunfire   | 1993–1994    | Isuzu Impulse  |     |
| Sunrunner | 1993–1994    | Geo Tracker    |     |
| SE/GT     | 1993         | Daewoo Racer   |     |

## Fordítás
Ez a szócikk részben vagy egészben  az   Asüna című angol Wikipédia-szócikk fordításán alapul.  Az eredeti cikk szerkesztőit annak laptörténete sorolja fel. Ez a jelzés csupán a megfogalmazás eredetét és a szerzői jogokat jelzi, nem szolgál a cikkben szereplő információk forrásmegjelöléseként.